# Kvärlöv
Kvärlöv is een plaats in de gemeente Landskrona in de Zweedse provincie Skåne. Het plaatsje heeft een inwoneraantal van 206 (2005) en een oppervlakte van 35 hectare.
Het plaatsje ligt op 30 km van Malmö en Helsingborg en op 20 km van Lund.